# Arthonia pinastri
Arthonia pinastri är en lavart som beskrevs av Anzi. Arthonia pinastri ingår i släktet Arthonia och familjen Arthoniaceae.   Inga underarter finns listade i Catalogue of Life.